# Rudolf Fuchs (peintre)

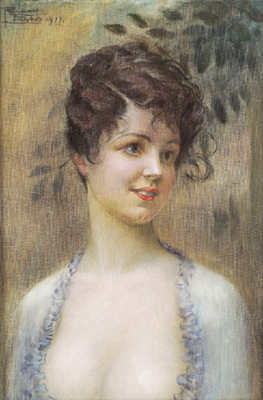
Bildnis einer mondänen Dame

Rudolf Fuchs, né le 1er mars 1868 à Vienne et mort le 14 juin 1918 dans la même ville, est un peintre portraitiste autrichien.

## Biographie
Rudolf Fuchs étudie à l'Université des Arts Appliqués de Vienne auprès de Karl Karger (de) et de Rudolf Rössler (de). Il travaille ensuite à Vienne en tant que portraitiste indépendant.
Il expose ses œuvres à la Künstlerhaus de Vienne. Rudolf Fuchs meurt à l'âge de 50 ans.